# Conseil olympique de Malaisie
Le Conseil olympique de Malaisie (en bahasa, Majlis Olimpik Malaysia) est le comité national olympique de la fédération de Malaisie, puis de la Malaisie, fondé en 1953 comme le Federation of Malaya Olympic Council (FMOC). Le FMOC est reconnu comme CNO de la Fédération malaise en mai 1954. Le 16 septembre 1963, Singapour, le Bornéo du Nord britannique et la colonie de la Couronne de Sarawak forment la Malaysia. Le 5 mai 1964 les comités des quatre nations fusionnent. En 1965, Singapour quitte la fédération et rétablit son propre comité olympique.